# Dreamlike
Dreamlike – czwarty minialbum południowokoreańskiej grupy The Boyz, wydany 19 sierpnia 2019 roku przez wytwórnię Cre.ker Entertainment. Płytę promował singel „D.D.D”. Sprzedał się w nakładzie 155 413 egzemplarzy w Korei Południowej (stan na kwietnia 2021).
Było to ostatnie wydawnictwo nagrane w 12-osobowym składzie, przed odejściem Hwalla z zespołu 23 października 2019 roku.

## Lista utworów
| CD | CD                                           | CD                       | CD                                                    | CD                                                 | CD      |
| Nr | Tytuł utworu                                 | Tekst                    | Kompozycja                                            | Aranżacja                                          | Długość |
| -- | -------------------------------------------- | ------------------------ | ----------------------------------------------------- | -------------------------------------------------- | ------- |
| 1. | „Water”                                      | Sunwoo, Eric, Misfit     | Singing Beetle, 9ROTA, Gustav Karlstrom, LDN Noise, 2 | Singing Beetle, 9ROTA, Gustav Karlstrom, LDN Noise | 3:19    |
| 2. | „D.D.D.”                                     | Sunwoo, Jo Yoon-kyung    | Shin Kung, Moon Kim, Fredrik Figge Boström, Wonderkid | Shin Kung, Wonderkid                               | 3:32    |
| 3. | „Complete Me”                                | Sunwoo, Eric, 13, J.Rise | 13                                                    | 13                                                 | 3:14    |
| 4. | „SUMMER TIME”                                | Lee Dong-woo, 1of1       | Lee Dong-woo, 1of1, plusNONE                          | 1of1, plusNONE                                     | 3:17    |
| 5. | „Wiro (Going High)” (kor. 위로 (Going High)) | 1of1                     | Lee Dong-woo, 1of1, Yoo Du-yeong, Nozy                | 1of1                                               | 3:28    |
| 6. | „Daydream”                                   | Jo Yoon-kyung            | Bazzi, Hoskins, MZMC                                  | Hoskins, MZMC                                      | 3:03    |

## Notowania
| Lista                     | Pozycja |
| ------------------------- | ------- |
| Gaon Weekly Album Chart   | 2       |
| Oricon Weekly Album Chart | 18      |